# Clivinematini
Los clivinematinos, o Clivinematini, es una tribu de hemípteros heterópteros perteneciente a la familia Miridae.

## Géneros
- Adlargidea - Admetomiris - Ambracius - Bahamamiris - Bothynotus - Clivinema - Clivinemidea - Dominicanocoris - Froeschnerana - Guanabarea - Hemicerocoris - Henrycoris - Lamproscytus - Largidea - Megamiris - Ofellus - Valdesiana - Venezuelacoris